# Resolució 1580 del Consell de Seguretat de les Nacions Unides
La Resolució 1580 del Consell de Seguretat de les Nacions Unides fou adoptada per unanimitat el 22 de desembre de 2004, després de reafirmar les resolucions 1216 (1998) i 1233 (1999) sobre la situació a Guinea Bissau, el Consell va prorrogar el mandat de la Oficina de les Nacions Unides pel Suport a la Consolidació de la Pau a Guinea Bissau (UNOGBIS) per un nou període d'un any i revisar les seves operacions. Va ser la resolució final del Consell de Seguretat aprovada el 2004.

## Resolució

### Observacions
El Consell de Seguretat va començar expressant la seva preocupació pels recents esdeveniments a Guinea Bissau, en particular, un motí el 6 d'octubre de 2004, en el que va resultar mort el Cap d'Estat Major, el general Veríssimo Correia Seabra, i el portaveu de les forces armades, coronel Domingos de Barros i que han augmentat des de les eleccions legislatives, celebrades el març de 2004. Es va indicar que aquest tipus d'incidents posaven en relleu la "fragilitat" del procés de transició en curs al país, i que tals actes soscaven el desenvolupament social i econòmic i la confiança de la comunitat internacional.

### Fets
El mandat d'UNOGBIS, com a missió política especial, es va estendre per un any amb el següent mandat revisat:
- Millorar el diàleg polític, promoure la reconciliació nacional i el respecte per la imperi de la llei i els drets humans;
- Assegurar el retorn a la normalitat, inclosa la celebració de les eleccions presidencials;
- Donar suport als esforços per reformar el sector de la seguretat i enfortir les institucions nacionals.

Es va instar a l'Assemblea Nacional Popular de Guinea Bissaua considerar els principis de la justícia i posar fi a la impunitat mentre es va debatre una amnistia per als que participaren en les intervencions militars des de 1980. El govern fou cridat a considerar un pla per a la reforma del sector de seguretat. Mentrestant, el secretari general Kofi Annan va establir un fons per a Guinea Bissau al que altres nacions hi podrien contribuir. També se li va demanar que el mantinguessin informat de l'evolució al país.